# Clear Creek (California)
Clear Creek es un lugar designado por el censo ubicado en el condado de Lassen en el estado estadounidense de California. En el año 2010 tenía una población de 169 habitantes.

## Geografía
Clear Creek se encuentra ubicado en las coordenadas 40°17′44″N 121°3′0″O / 40.29556, -121.05000.